# Turneul de tenis de la Rosmalen
Turneul de tenis de la Rosmalen sau Campionatul pe iarbă de la Rosmalen sau Libéma Open (din motive de sponsorizare), cunoscut anterior ca Ricoh Open, Heineken Trophy, Ordina Open, UNICEF Open și Topshelf Open, este un turneu profesionist de tenis care se desfășoară în Rosmalen, la periferia orașului 's-Hertogenbosch, Țările de Jos.

## Rezultate

### Simplu masculin
| An         | Campion                                | Finalist                               | Scor                                   |
| ---------- | -------------------------------------- | -------------------------------------- | -------------------------------------- |
| 1990       | Amos Mansdorf                          | Alexander Volkov                       | 6–3, 7–6                               |
| 1991       | Christian Saceanu                      | Michiel Schapers                       | 6–1, 3–6, 7–5                          |
| 1992       | Michael Stich                          | Jonathan Stark                         | 6–4, 7–5                               |
| 1993       | Arnaud Boetsch                         | Wally Masur                            | 3–6, 6–3, 6–3                          |
| 1994       | Richard Krajicek                       | Karsten Braasch                        | 6–3, 6–4                               |
| 1995       | Karol Kučera                           | Anders Järryd                          | 7–6(9–7), 7–6(7–4)                     |
| 1996       | Richey Reneberg                        | Stephane Simian                        | 6–4, 6–0                               |
| 1997       | Richard Krajicek (2)                   | Guillaume Raoux                        | 6–4, 7–6(9–7)                          |
| 1998       | Patrick Rafter                         | Martin Damm                            | 7–6(7–2), 6–2                          |
| 1999       | Patrick Rafter (2)                     | Andrei Pavel                           | 3–6, 7–6(9–7), 6–4                     |
| 2000       | Patrick Rafter (3)                     | Nicolas Escudé                         | 6–1, 6–3                               |
| 2001       | Lleyton Hewitt                         | Guillermo Cañas                        | 6–3, 6–4                               |
| 2002       | Sjeng Schalken                         | Arnaud Clément                         | 3–6, 6–3, 6–2                          |
| 2003       | Sjeng Schalken (2)                     | Arnaud Clément                         | 6–3, 6–4                               |
| 2004       | Michaël Llodra                         | Guillermo Coria                        | 6–3, 6–4                               |
| 2005       | Mario Ančić                            | Michaël Llodra                         | 7–5, 6–4                               |
| 2006       | Mario Ančić (2)                        | Jan Hernych                            | 6–0, 5–7, 7–5                          |
| 2007       | Ivan Ljubičić                          | Peter Wessels                          | 7–6(7–5), 4–6, 7–6(7–4)                |
| 2008       | David Ferrer                           | Marc Gicquel                           | 6–4, 6–2                               |
| 2009       | Benjamin Becker                        | Raemon Sluiter                         | 7–5, 6–3                               |
| 2010       | Sergiy Stakhovsky                      | Janko Tipsarević                       | 6–3, 6–0                               |
| 2011       | Dmitry Tursunov                        | Ivan Dodig                             | 6–3, 6–2                               |
| 2012       | David Ferrer (2)                       | Philipp Petzschner                     | 6–3, 6–4                               |
| 2013       | Nicolas Mahut                          | Stanislas Wawrinka                     | 6–3, 6–4                               |
| 2014       | Roberto Bautista Agut                  | Benjamin Becker                        | 2–6, 7–6(7–2), 6–4                     |
| 2015       | Nicolas Mahut (2)                      | David Goffin                           | 7–6(7–1), 6–1                          |
| 2016       | Nicolas Mahut (3)                      | Gilles Müller                          | 6–4, 6–4                               |
| 2017       | Gilles Müller                          | Ivo Karlović                           | 7–6(7–5), 7–6(7–4)                     |
| 2018       | Richard Gasquet                        | Jérémy Chardy                          | 6–3, 7–6(7–5)                          |
| 2019       | Adrian Mannarino                       | Jordan Thompson                        | 7–6(9–7), 6–3                          |
| 2020- 2021 | Anulat din cauza pandemiei de COVID-19 | Anulat din cauza pandemiei de COVID-19 | Anulat din cauza pandemiei de COVID-19 |
| 2022       | Tim van Rijthoven                      | Daniil Medvedev                        | 6–4, 6–1                               |
| 2023       | Tallon Griekspoor                      | Jordan Thompson                        | 6–7(4–7), 7–6(7–3), 6–3                |
| 2024       | Alex de Minaur                         | Sebastian Korda                        | 6–2, 6–4                               |
| 2025       | Gabriel Diallo                         | Zizou Bergs                            | 7–5, 7–6(10–8)                         |

### Simplu feminin
| An         | Campion                                | Finalist                               | Scor                                   |
| ---------- | -------------------------------------- | -------------------------------------- | -------------------------------------- |
| 1996       | Anke Huber                             | Helena Suková                          | 6–4, 7–6(7–2)                          |
| 1997       | Ruxandra Dragomir                      | Miriam Oremans                         | 5–7, 6–2, 6–4                          |
| 1998       | Julie Halard-Decugis                   | Miriam Oremans                         | 6–3, 6–4                               |
| 1999       | Kristina Brandi                        | Silvija Talaja                         | 6–0, 3–6, 6–1                          |
| 2000       | Martina Hingis                         | Ruxandra Dragomir                      | 6–2, 3–0 ret.                          |
| 2001       | Justine Henin                          | Kim Clijsters                          | 6–4, 3–6, 6–3                          |
| 2002       | Eleni Daniilidou                       | Elena Dementieva                       | 3–6, 6–2, 6–3                          |
| 2003       | Kim Clijsters                          | Justine Henin-Hardenne                 | 6–7(4–7), 3–0 ret.                     |
| 2004       | Mary Pierce                            | Klára Koukalová                        | 7–6(8–6), 6–2                          |
| 2005       | Klára Koukalová                        | Lucie Šafářová                         | 3–6, 6–2, 6–2                          |
| 2006       | Michaëlla Krajicek                     | Dinara Safina                          | 6–3, 6–4                               |
| 2007       | Anna Chakvetadze                       | Jelena Janković                        | 7–6(7–2), 3–6, 6–3                     |
| 2008       | Tamarine Tanasugarn                    | Dinara Safina                          | 7–5, 6–3                               |
| 2009       | Tamarine Tanasugarn (2)                | Yanina Wickmayer                       | 6–3, 7–5                               |
| 2010       | Justine Henin (2)                      | Andrea Petkovic                        | 3–6, 6–3, 6–4                          |
| 2011       | Roberta Vinci                          | Jelena Dokić                           | 6–7(7–9), 6–3, 7–5                     |
| 2012       | Nadia Petrova                          | Urszula Radwańska                      | 6–4, 6–3                               |
| 2013       | Simona Halep                           | Kirsten Flipkens                       | 6–4, 6–2                               |
| 2014       | Coco Vandeweghe                        | Zheng Jie                              | 6–2, 6–4                               |
| 2015       | Camila Giorgi                          | Belinda Bencic                         | 7–5, 6–3                               |
| 2016       | Coco Vandeweghe (2)                    | Kristina Mladenovic                    | 7–5, 7–5                               |
| 2017       | Anett Kontaveit                        | Natalia Vikhlyantseva                  | 6–2, 6–3                               |
| 2018       | Aleksandra Krunić                      | Kirsten Flipkens                       | 6–7(0–7), 7–5, 6–1                     |
| 2019       | Alison Riske                           | Kiki Bertens                           | 0–6, 7–6(7–3), 7–5                     |
| 2020- 2021 | Anulat din cauza pandemiei de COVID-19 | Anulat din cauza pandemiei de COVID-19 | Anulat din cauza pandemiei de COVID-19 |
| 2022       | Ekaterina Alexandrova                  | Arina Sabalenka                        | 7–5, 6–0                               |
| 2023       | Ekaterina Alexandrova (2)              | Veronika Kudermetova                   | 4–6, 6–4, 7–6(7–3)                     |
| 2024       | Liudmila Samsonova                     | Bianca Andreescu                       | 4–6, 6–3, 7–5                          |
| 2025       | Elise Mertens                          | Elena-Gabriela Ruse                    | 6–3, 7–6(7–4)                          |

### Dublu masculin
| An         | Campion                                | Finalist                               | Scor                                   |
| ---------- | -------------------------------------- | -------------------------------------- | -------------------------------------- |
| 1990       | Jakob Hlasek Michael Stich             | Jim Grabb Patrick McEnroe              | 7–6, 6–3                               |
| 1991       | Hendrik Jan Davids Paul Haarhuis       | Richard Krajicek Jan Siemerink         | 6–3, 7–6                               |
| 1992       | Jim Grabb Richey Reneberg              | John McEnroe Michael Stich             | 6–4, 6–7, 6–4                          |
| 1993       | Patrick McEnroe Jonathan Stark         | David Adams Andrei Olhovskiy           | 7–6, 1–6, 6–4                          |
| 1994       | Stephen Noteboom Fernon Wibier         | Peter Nyborg Diego Nargiso             | 6–3, 1–6, 7–6                          |
| 1995       | Richard Krajicek Jan Siemerink         | Hendrik Jan Davids Andrei Olhovskiy    | 7–5, 6–3                               |
| 1996       | Paul Kilderry Pavel Vízner             | Anders Järryd Daniel Nestor            | 7–5, 6–3                               |
| 1997       | Jacco Eltingh Paul Haarhuis (2)        | Trevor Kronemann David Macpherson      | 6–4, 7–5                               |
| 1998       | Guillaume Raoux Jan Siemerink (2)      | Joshua Eagle Andrew Florent            | 7–6, 6–2                               |
| 1999       | Nu s-a ținut din cauza ploii           | Nu s-a ținut din cauza ploii           | Nu s-a ținut din cauza ploii           |
| 2000       | Martin Damm Cyril Suk                  | Paul Haarhuis Sandon Stolle            | 6–4, 6–7(5–7), 7–6(7–5)                |
| 2001       | Paul Haarhuis (3) Sjeng Schalken       | Martin Damm Cyril Suk                  | 6–4, 6–4                               |
| 2002       | Martin Damm (2) Cyril Suk (2)          | Paul Haarhuis Brian MacPhie            | 7–6(8–6), 6–7(6–8), 6–4                |
| 2003       | Martin Damm (3) Cyril Suk (3)          | Donald Johnson Leander Paes            | 7–5, 7–6(7–4)                          |
| 2004       | Martin Damm (4) Cyril Suk (4)          | Lars Burgsmüller Jan Vacek             | 6–3, 6–7(7–9), 6–3                     |
| 2005       | Cyril Suk (5) Pavel Vízner (2)         | Tomáš Cibulec Leoš Friedl              | 6–3, 6–4                               |
| 2006       | Martin Damm (5) Leander Paes           | Arnaud Clément Chris Haggard           | 6–1, 7–6(7–3)                          |
| 2007       | Jeff Coetzee Rogier Wassen             | Martin Damm Leander Paes               | 3–6, 7–6(7–5), [12–10]                 |
| 2008       | Mario Ančić Jürgen Melzer              | Mahesh Bhupathi Leander Paes           | 7–6(7–5), 6–3                          |
| 2009       | Wesley Moodie Dick Norman              | Johan Brunström Jean-Julien Rojer      | 7–6(7–3), 6–7(8–10), [10–5]            |
| 2010       | Robert Lindstedt Horia Tecău           | Lukáš Dlouhý Leander Paes              | 1–6, 7–5, [10–7]                       |
| 2011       | Daniele Bracciali František Čermák     | Robert Lindstedt Horia Tecău           | 6–3, 2–6, [10–8]                       |
| 2012       | Robert Lindstedt (2) Horia Tecău (2)   | Juan Sebastián Cabal Dmitry Tursunov   | 6–3, 7–6(7–1)                          |
| 2013       | Max Mirnyi Horia Tecău (3)             | Andre Begemann Martin Emmrich          | 6–3, 7–6(7–4)                          |
| 2014       | Jean-Julien Rojer Horia Tecău (4)      | Santiago González Scott Lipsky         | 6–3, 7–6(7–3)                          |
| 2015       | Ivo Karlović Łukasz Kubot              | Pierre-Hugues Herbert Nicolas Mahut    | 6–2, 7–6(11–9)                         |
| 2016       | Mate Pavić Michael Venus               | Dominic Inglot Raven Klaasen           | 3–6, 6–3, [11–9]                       |
| 2017       | Łukasz Kubot (2) Marcelo Melo          | Raven Klaasen Rajeev Ram               | 6–3, 6–4                               |
| 2018       | Dominic Inglot Franko Škugor           | Raven Klaasen Michael Venus            | 7–6(7–3), 7–5                          |
| 2019       | Dominic Inglot (2) Austin Krajicek     | Marcus Daniell Wesley Koolhof          | 6–4, 4–6, [10–4]                       |
| 2020- 2021 | Anulat din cauza pandemiei de COVID-19 | Anulat din cauza pandemiei de COVID-19 | Anulat din cauza pandemiei de COVID-19 |
| 2022       | Wesley Koolhof Neal Skupski            | Matthew Ebden Max Purcell              | 6–4, 5–7, [10–6]                       |
| 2023       | Wesley Koolhof (2) Neal Skupski (2)    | Gonzalo Escobar Aleksandr Nedovyesov   | 7–6(7–1), 6–2                          |
| 2024       | Nathaniel Lammons Jackson Withrow      | Wesley Koolhof Nikola Mektić           | 7–6(7–5), 7–6(7–3)                     |
| 2025       | Matthew Ebden Jordan Thompson          | Julian Cash Lloyd Glasspool            | 6–4, 3–6, [10–7]                       |

### Dublu feminin
| An         | Campion                                          | Finalist                                       | Scor                                   |
| ---------- | ------------------------------------------------ | ---------------------------------------------- | -------------------------------------- |
| 1996       | Larisa Savchenko Neiland Brenda Schultz-McCarthy | Kristie Boogert Helena Suková                  | 6–4, 7–6(9–7)                          |
| 1997       | Eva Melicharová Helena Vildová                   | Karina Habšudová Florencia Labat               | 6–3, 7–6(8–6)                          |
| 1998       | Sabine Appelmans Miriam Oremans                  | Cătălina Cristea Eva Melicharová               | 6–7(4–7), 7–6(8–6), 7–6(7–5)           |
| 1999       | Silvia Farina Rita Grande                        | Cara Black Kristie Boogert                     | 7–5, 7–6(7–2)                          |
| 2000       | Erika deLone Nicole Pratt                        | Catherine Barclay Karina Habšudová             | 7–6(8–6), 4–3 ret.                     |
| 2001       | Ruxandra Dragomir Ilie Nadia Petrova             | Kim Clijsters Miriam Oremans                   | 7–6(7–5), 6–7(5–7), 6–4                |
| 2002       | Catherine Barclay Martina Müller                 | Bianka Lamade Magdalena Maleeva                | 6–4, 7–5                               |
| 2003       | Elena Dementieva Lina Krasnoroutskaya            | Mary Pierce Nadia Petrova                      | 2–6, 6–3, 6–4                          |
| 2004       | Lisa McShea Milagros Sequera                     | Jelena Kostanić Claudine Schaul                | 7–6(7–3), 6–3                          |
| 2005       | Anabel Medina Garrigues Dinara Safina            | Iveta Benešová Nuria Llagostera Vives          | 6–4, 2–6, 7–6(13–11)                   |
| 2006       | Yan Zi Zheng Jie                                 | Ana Ivanovic Maria Kirilenko                   | 3–6, 6–2, 6–2                          |
| 2007       | Chan Yung-jan Chuang Chia-jung                   | Anabel Medina Garrigues Virginia Ruano Pascual | 7–5, 6–2                               |
| 2008       | Marina Erakovic Michaëlla Krajicek               | Līga Dekmeijere Angelique Kerber               | 6–3, 6–2                               |
| 2009       | Sara Errani Flavia Pennetta                      | Michaëlla Krajicek Yanina Wickmayer            | 6–4, 5–7, [13–11]                      |
| 2010       | Alla Kudryavtseva Anastasia Rodionova            | Vania King Yaroslava Shvedova                  | 3–6, 6–3, [10–6]                       |
| 2011       | Barbora Záhlavová-Strýcová Klára Zakopalová      | Dominika Cibulková Flavia Pennetta             | 1–6, 6–4, [10–7]                       |
| 2012       | Sara Errani (2) Roberta Vinci                    | Maria Kirilenko Nadia Petrova                  | 6–4, 3–6, [11–9]                       |
| 2013       | Irina-Camelia Begu Anabel Medina Garrigues (2)   | Dominika Cibulková Arantxa Parra Santonja      | 4–6, 7–6(7–3), [11–9]                  |
| 2014       | Marina Erakovic (2) Arantxa Parra Santonja       | Michaëlla Krajicek Kristina Mladenovic         | 0–6, 7–6(7–5), [10–8]                  |
| 2015       | Asia Muhammad Laura Siegemund                    | Jelena Janković Anastasia Pavlyuchenkova       | 6–3, 7–5                               |
| 2016       | Oksana Kalashnikova Yaroslava Shvedova           | Xenia Knoll Aleksandra Krunić                  | 6–1, 6–1                               |
| 2017       | Dominika Cibulková Kirsten Flipkens              | Kiki Bertens Demi Schuurs                      | 4–6, 6–4, [10–6]                       |
| 2018       | Elise Mertens Demi Schuurs                       | Kiki Bertens Kirsten Flipkens                  | 3–3 ret.                               |
| 2019       | Shuko Aoyama Aleksandra Krunić                   | Lesley Kerkhove Bibiane Schoofs                | 7–5, 6–3                               |
| 2020- 2021 | Anulat din cauza pandemiei de COVID-19           | Anulat din cauza pandemiei de COVID-19         | Anulat din cauza pandemiei de COVID-19 |
| 2022       | Ellen Perez Tamara Zidanšek                      | Veronika Kudermetova Elise Mertens             | 6–3, 5–7, [12–10]                      |
| 2023       | Shuko Aoyama (2) Ena Shibahara                   | Viktória Hrunčáková Tereza Mihalíková          | 6–3, 6–3                               |
| 2024       | Ingrid Neel Bibiane Schoofs                      | Tereza Mihalíková Olivia Nicholls              | 7–6(8–6), 6–3                          |
| 2025       | Irina Khromacheva Fanny Stollár                  | Nicole Melichar-Martinez Liudmila Samsonova    | 7–5, 6–3                               |